# مارتن ستول
مارتن ستول (بالألمانية: Martin Stoll)‏ (9 فبراير 1983 بهايدلبرغ في ألمانيا - ) هو لاعب كرة قدم ألماني في مركز الدفاع. شارك مع منتخب ألمانيا تحت 20 سنة لكرة القدم ومنتخب ألمانيا ب لكرة القدم ‏ وفريق 2006 ‏. أما مع النوادي، فقد لعب مع دينامو دريسدن ونادي آراو ونادي كارلسروه وهانزا روستوك ونادي كارلسروه 2 ‏.

## روابط خارجية
- مارتن ستول على موقع قاعدة بيانات كرة القدم.إي يو (الإنجليزية)
- مارتن ستول على موقع بيانات كرة القدم. دي إي (الألمانية)
- مارتن ستول على موقع Soccerway.com (الإنجليزية)
- مارتن ستول على موقع عالم كرة القدم.نت (الإنجليزية)